# Walbach (Drakestraße)
Koordinaten: 62° 10′ 0″ S, 58° 58′ 0″ W
Der Walbach ist ein Bach im Nordwesten der Fildes-Halbinsel von King George Island, der größten der Südlichen Shetlandinseln. 
Er entwässert den Walsee in westnordwestliche Richtung – parallel zum weiter nördlich fließenden Granitbach – zur Walbucht und erreicht diese unmittelbar südwestlich der Landzunge, die sie von der Granitbucht trennt und in deren Verlängerung die Walinsel liegt.
Im Rahmen zweier deutscher Expeditionen zur Fildes-Halbinsel in den Jahren 1981/82 und 1983/84 unter der Leitung von Dietrich Barsch (Geographisches Institut der Universität Heidelberg) und Gerhard Stäblein (Geomorphologisches Laboratorium der Freien Universität Berlin) wurde der Bach zusammen mit zahlreichen weiteren bis dahin unbenannten geographischen Objekten der Fildes-Halbinsel neu benannt und dem Wissenschaftlichen Ausschuss für Antarktisforschung (Scientific Committee on Antarctic Research, SCAR) gemeldet.